# Discoglypha inflammata
Discoglypha inflammata là một loài bướm đêm trong họ Geometridae.